# Рояк
Рояк (болг. Рояк) — село в Болгарии. Находится в Варненской области, входит в общину Дылгопол. Население составляет 253 человека.

## Политическая ситуация
В местном кметстве Рояк, в состав которого входит Рояк, должность кмета (старосты) исполняет Селчин  Мюмюн Хашим (Движение за права и свободы(ДПС)) по результатам выборов правления кметства.
Кмет (мэр) общины Дылгопол —  Светлё Христов Якимов (Движение за права и свободы(ДПС)) по результатам выборов в правление общины.